# Mahmoud Jafarian
Mahmoud Jafarian (Teheran, ottobre 1928 – Teheran, 13 marzo 1979) è stato un politico iraniano, vicedirettore della National Iranian Radio and Television (poi IRIB), giustiziato dal neonato regime islamico.

## Biografia
Vicedirettore della allora National Iranian Radio and Television (oggi IRIB), direttore della Pars Agency (oggi IRNA) e vice-presidente del partito monarchico Rastakhiz.
Già membro del Tudeh, successivamente lavorò per la SAVAK.
In seguito alla rivoluzione islamica, viene condannato a morte da Sadegh Khalkhali (giudice clericale nominato da Ruhollah Khomeyni). Mahmoud non poté difendersi con alcun avvocato; la sentenza di morte della corte è stata eseguita meno di due ore dopo il verdetto. Venne fucilato nella prigione di Evin il 13 marzo 1979.